# マジカルウィッチアカデミー 〜ボクと先生のマジカルレッスン〜
『マジカルウィッチアカデミー 〜ボクと先生のマジカルレッスン〜』(マジカルウィッチアカデミー ボクとせんせいのマジカルレッスン、MAGICAL WITCH ACADEMY) は、アダルトゲームメーカーであるアトリエかぐや TEAM HEART BEATが2005年2月25日に発売した18禁恋愛アドベンチャーである。『アイオーン・シリーズ』の第1作で、『ダンジョンクルセイダーズ』の約100年後にあたる『ダンジョンクルセイダーズ2 〜永劫の楽土〜』・『マジカルウィッチコンチェルト』と同時代・同時期の物語である。
2006年6月29日にはDVDプレイヤーズゲーム版も発売された。

## ストーリー
主人公の少年ツカサはとある出来事が原因で、目が合った女性を欲情させてしまう「魔眼」を持ってしまう。師匠の老魔術師ハスターガルの元で魔眼を制御すべく修行をしていたツカサの元へ大魔術師シルヴィアが訪れ、名門魔法学院で、男子禁制で有名でもある「ウィザーディア魔法学院」へと特別入学する事となった。

## 登場キャラクター
ツカサ・シルヴィア・イリスの3人はシリーズを通じて同一人物である。

### 主要人物
ツカサ・ストロビラントゥス
この物語の主人公。容姿端麗で、よく女と間違われ、シルヴィアからは「ショタ」と呼ばれている。
とある出来事が原因で（ツカサは記憶を封じられて覚えていない）目を合わせた女性を欲情させる魔眼「アウグストの目」を持ち、普段は魔力を遮断する伊達メガネをかけている（魔眼が発動された時は女性たちは欲情するが、本人たちもツカサ相手だと分かっているのかまんざら悪い気でもなさそうである）。
性格は純朴で、老魔術師で育ての親でもあるハスターガルの身の回りの世話をしていたため家事全般もこなす。ウィザーディア魔法学院に来てからは、一般生活のだらしないシルヴィアの身の回りの世話をしている。
学院内では首席をとれる程魔法の才能がある（攻撃魔法を除く）事が『ダンジョンクルセイダーズ2 〜永劫の楽土〜』で語られている。
シルヴィア・ヴェスパー声：深井晴花
ウィザーディア魔法学院の教師で、大陸屈指の女魔術師。
スタイル抜群で、魔術師としても優秀で女生徒達からも慕われているが、性格は唯我独尊でわがまま、ついでに生活力ゼロのダメ人間で、同居しているツカサに身の回りの世話をさせているが面倒見のある姉御肌なところもある。風呂と酒が好きで、よく風呂に入って一杯ひっかけている。
過去の出来事でツカサの「アウグストの目」にも関係しており、「罪滅ぼし」も兼ねてツカサにウィザーディア魔術学院の特別入学を持ちかけた。ツカサの魔眼の魔力を抑える伊達メガネを作ったのもこの人で、メガネの材料で過去にひと悶着があった事が『ダンジョンクルセイダーズ2 〜永劫の楽土〜』で語られている。なお、エピローグではツカサの子供を身篭ろうとするがなかなか妊娠せず、『ダンジョンクルセイダーズ2 〜永劫の楽土〜』の冒険を機にほぼ毎日SEXをして子供を身篭る気である。
アルシア・エルグランド声：草柳順子
アイオーン大陸の南方に位置する魔法王国・エルグランドの現第二王女。魔法に興味があり、代々学院長のイリスとも親交のあるウィザーディア魔法学院に入学した。
お目付け役に魔法生物のジークフリードを従えており（はっきりとした男ではないので入学を許可されている）、普段は帽子のように頭に乗せている。ツカサの事は初めて出会った時から好意をもっている。
ミルフィ・ファフスター声：金田まひる
魔法学院生で明るく積極的な性格から、一部の生徒たちのリーダー的存在。ツカサにも積極的にアピールし、そのたびにアルシアをやきもきさせる一面も。同年代に比べ幼い体つきで本人も気にしている。魔力は高いがあまり使いこなせていない。
シズナ・カドクラ声：一色ヒカル
大陸の遥か東に位置する島国「アマツ」での名家・カドクラ家の娘で、剣術のみならず魔法も学びたいと学院に入学した。
剣術はかなりの使い手で、時々いかがわしい行動をするジークフリートに対し木刀を振りかざしたりする。
アマツ独特の風習のせいか、他人をあまり寄せ付けない態度をとるが、ツカサに対しては内面興味があるのかよそよそしい態度をとる。
『アマツ』の主要人物の一人、トウカ・カドクラの子孫。
エクレール・バーネット声：鳩野比奈
ウィザーディア魔法学院の教師兼保険医で、二人の子供を持つ未亡人で（夫は戦争で死亡）、学院内で生活している。
熟女ならではの体つきと母性あふれる性格から学院生の母親的存在で皆から慕われている。魔眼に悩むツカサの事も気にかけている。
ライラ声：白井綾乃
ウィザーディア魔法学院の元となった古代遺跡で、偶然にも太古の昔に魔術師によって封印されていた淫魔（サキュバス）である。強大な魔力を持っているため、ツカサの魔眼の影響は受けない。学院内で唯一の男であるツカサに興味があり、ツカサの筆下ろしの相手をしている。
イリスが学院を創設した際に、彼女の境遇を哀れみ、全女制の学院だから影響がないだろうと封印が解かれた。
イリス声：大波こなみ
ウィザーディア魔法学院長で創設者。外見は少女だが悠久の時を生きており、その気になれば天変地異も容易く起こせるほどの魔力を持つ。そしてアイオーン中央大陸魔法協会相談役も務めている事が『ダンジョンクルセイダーズ2 〜永劫の楽土〜』で語られている。
その正体は、本シリーズの世界を統べる守護神である「天空の三女神」の長女にして「天空と大地を統べる精霊王」である「イリスティア・ヴァルス・ウィザー」である。約100年前の『ダンジョンクルセイダーズ』の後、アイオーン大陸の中央に位置する「ウィザーディア連峰」にて世界初の魔法学院である「ウィザーディア魔法学院」を設立、世界の魔法を未来永劫見守る事とした（紀元前8000年頃の「天冥戦争」においてイリスの叔父にあたる「冥王スティクス」が永久封印され、世界の魔力の源である魔穴「ヘル=ゲート」もウィザーディア連峰にあり、それの監視のためでもある）。『ダンジョンクルセイダーズ』ではツカサの祖先（少年）と出会うシーンがあり、その時からツカサと出会う事を予知する場面が描かれた。

### その他
ハスターガル
ツカサの師匠であり養父でもあり、「北の大賢者」と呼ばれる大魔術師。
大魔術師・アウグストの知人でもあり、「アウグストの目」の被害者であるツカサの境遇を哀れみ、孤児院から引き取り魔眼を制御できるように魔法を教えていた。
シルヴィアがツカサの魔法学院の入学を薦めに来た時、イリスの推薦もあったという事もあり（イリスの正体を知っている数少ない人物）、ツカサに入学を薦めた。
しかしそれでもツカサの事が気になるのか、時折水晶玉を介して会話をし、ツカサも実父以上の存在として慕っている（ツカサが「アウグストの目」を完全制御した際、ツカサの将来を思い別離を提案したが、それでもツカサはハスターガルを慕っている）。
アウグスト
かつて大陸に名を馳せた大魔術師で故人。
元々平和を願う正義感ある性格故に、15年前にとある国の民を救うため大戦を止めようと「ある事」をした結果、その国は消滅し、本人も死亡した。国のあった場所は15年経過した現在でも草木の生えない不毛の大地と化し、ただひとつの墓標のみが佇んでいる。
イリスは「『魔力』にとり憑かれた故に戦争を止めるその『方法』を誤った」と嘆いた。
メープル&マロン
エクレール・バーネットの双子の娘で、普段はジークフリードと学院内で遊んでいる。学園で唯一の男であるツカサにも興味があり、時折遊びに来ている。
ジークフリード
アルシアのお目付け役としてウィザーディア魔法学院に入学した魔法生物で、普段は帽子としてアルシアの頭に乗っている。性格は男だとはっきりとしていないがスケベで、時々女生徒たちにイタズラをし、その度にシズナなどにこらしめられている。
その正体は魔法王国・エルグランドを遥か昔より守護してきた「守護精霊機」であり、現在の体はお目付け役として入れ替えただけで、スケベな性格なのも周囲の目をごまかすためである。イリスとも永い付き合いであり、100年前（『ダンジョンクルセイダーズ』）、当時の第二王女リーシア・エルグランドが「王家の掟」に従う時に託された最後の手紙をイリスに渡し、いつの日か掟を打ち砕く時がくるのを願っている事を共に語っていた（『アマツ』での描写などから、元々はイリスの搭乗機であった模様）。
セルシア・エルグランド
アルシアの姉にしてエルグランド第一王女。女王制のエルグランドにて時期女王になる宿命を持ち、妹のアルシアには自由奔放に生きてほしいと願っている。
ヴェラ・フラウ
太古の昔に存在した魔女で、書物には「その容姿は美しく、世紀に一人の力を持ち、その才は五国の王にも値する」と記されているが、イリス曰く「非常に恋多き女であり、自分勝手でわがままな性格」であり、そんな事を数百年繰り返し魔力を酷使した結果、身の破滅を招き、自暴自棄になって「とある事」をしたらしい。
なお、500年前に大国「翡の国」を攻めて覇権を握るべく中間にあるアマツを攻め補給地とし、アマツや翡の国に地中深く封印されている「ヘル＝ゲート」を開放し、己のモノにしようとブレビス内で暗躍していた事が『アマツ』にて語られている。
元々は翡の国の出身者で、800年前にもアマツのヘル＝ゲートを己のモノにしようと翡の国で暗躍し、「翡天戦争」を勃発させた（その後は緋の国を追放された模様）。

## スタッフ
- 原画：M&M[1]
- シナリオ：神無月ニトロ、もみあげルパンR、速水漣[1]

## OVA
2007年にピンクパイナップルよりOVA版が発売。全2巻。
- LECTURE 1. 魔法学園はハーレム♥?
- LECTURE 2. 触手で大パニック!